# Province de Terre de Feu (Chili)
Pour les articles homonymes, voir Terre de Feu (homonymie).
 (décembre 2023).
Si vous disposez d'ouvrages ou d'articles de référence ou si vous connaissez des sites web de qualité traitant du thème abordé ici, merci de compléter l'article en donnant les références utiles à sa vérifiabilité et en les liant à la section « Notes et références ».
La province de Terre de Feu (Tierra del Fuego en espagnol) est une province du Chili située dans l'extrême sud du pays. Elle fait partie de la région de Magallanes et de l'Antarctique chilien. Elle a une superficie de 29 484,7 km2 pour une population de 6 904 habitants. La capitale provinciale est la ville de Porvenir. 
La province de Terre de Feu occupe la partie occidentale de la grande île de la Terre de Feu qui se situe au sud du détroit de Magellan. La partie orientale de l'île fait partie du territoire de l'Argentine. L'origine de son nom remonte à 1520, quand Fernand de Magellan la baptisa pour la première fois   Tierra de los Fuegos ou Tierra de los Humos (« Terres des Feux » ou « Terres des Fumées », en espagnol) en raison de la fumée qui s'échappait de ses rives et qui étaient allumées par les indigènes selk'nam (onas). Charles V, le roi d'Espagne, changea ce nom en Tierra del Fuego (littéralement : « Terre du Feu » ; « Terre de Feu » en français), considérant que la fumée devait bien provenir d'un feu.

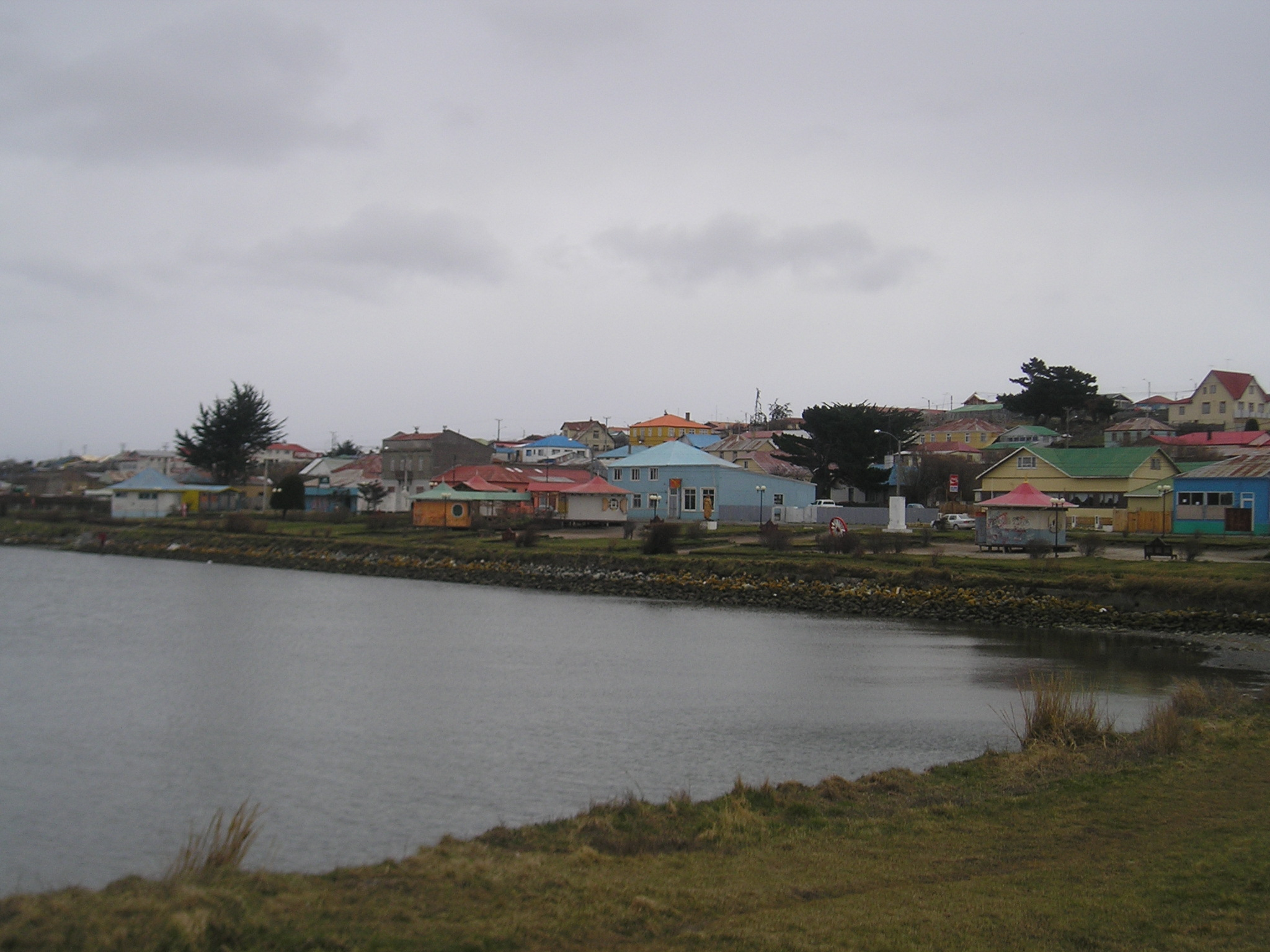
Porvenir

## Communes
La province est divisée en trois communes : 
- Porvenir
- Primavera
- Timaukel

### Articles connexes

La province de Terre de Feu (en rouge) au sein de la région de Magallanes et de l'Antarctique chilien.